# 이구산업
이구산업(Lee Ku Industrial Co., Ltd.)는 대한민국의 비철 금속 기업이다. 본사는 경기도 평택시 포승읍 포승공단로 42에 위치해 있으며 대표이사는 안월환이다. 구리 소재를 생산한다

## 사업
한국의 동판 압연 시장 2위로 업계 1위인 풍산과 시장을 양분하고 있으며, 시장 점유율은 24%이다

## 같이 보기
- 풍산
- 구리
- 대창
- 국일신동

## 참고문헌
1. ↑  정민구, 하나증권, Equity Research-이구산업, 2021년 8월 4일
2. ↑  이구산업 대창 서원 주가 급등, 구리 가격 강세에 수혜 커져, 비즈니스포스트, 2021년 4월 20일
3. ↑  이구산업, 6%대 강세...구리가격 "10배 뛸 수도 있다", fn뉴스, 2023년 7월 17일
4. ↑  이구산업, 전기차 소재 수익성 둔화..."동가격 하락에 따른 재고평가손실", 인포스톡데일리, 2023년 11월 20일
5. ↑  이원재, 한국IR협의회 기업리서치센터 기업분석-이구산업, 2023년 11월 17일[깨진 링크(과거 내용 찾기)]